# 打巴奴里猩猩
打巴奴里猩猩（学名：Pongo tapanuliensis）是猩猩属的一种，生活于印度尼西亚苏门答腊岛北部南打巴奴里的森林之中。打巴奴里猩猩最初于1997年被发现，2017年确立为独立的新种。这是自婆罗洲猩猩与苏门达腊猩猩之后猩猩属的第三个物种。同时，这也是1929年倭黑猩猩种建立之后的近百年以来，首次确立新的人科现生种。
据估计，现存的打巴奴里猩猩仅有约800只，是目前人科中数量最为稀少的物种，并被划为极危物种。
基因对比分析显示打巴奴里猩猩大约在距今340万年前与同在苏门达腊岛发现的苏门达腊猩猩发生分化，而前者的基因种群也因为距今7.5万年前多峇湖火山喷发而与后者更加隔离。他们间偶发性的接触也在距今1万到2万年前停止。 对比婆罗洲猩猩与苏门达腊猩猩在距今约67万年前的分化，打巴奴里猩猩与苏门达腊猩猩的分化要更加早。其原因是因为苏门达腊岛与婆罗洲岛在最近的大陆冰川期相连并构成巽他古陆的一部分。